# 당신의 이웃은 친절하지 않다
당신의 이웃은 친절하지 않다(Oh My God Bless You)는 한국에서 제작된 안드로 감독의 2022년 미스터리, 드라마, 범죄, 스릴러 영화이다. 변동욱 등이 주연으로 출연하였다.

## 출연

### 주연
- 변동욱
- 조혜진
- 전지학
- 최우정

### 조연
- 박찬우
- 박영복
- 안예림

## 제작진
- 프로듀서: 박기성
- 조명: 임희수
- 배급총괄: 권중목
- 배급책임: 이진주
- 해외배급: 정인호